# Qivitoq
Qivitoq è un film del 1956 diretto da Erik Balling, nominato all'Oscar al miglior film straniero e premiato al 10º Festival di Cannes con il Prix du documentaire romanesque.

## Trama
Una giovane insegnante, Eva Nygaard, arriva in Groenlandia dalla Danimarca per fare una sorpresa al suo fidanzato, il dottor Erik Halsøe, ma è distrutta nello scoprire che lui non l'ha aspettata e sta per sposare la sua infermiera assistente. Eva si reca in un piccolo villaggio di pescatori per attendere la prossima nave di ritorno in Danimarca. Lì inizia una relazione tesa e spesso conflittuale con Jens, un danese tranquillo e lunatico che gestisce un avamposto di una compagnia commerciale. Nel frattempo, Jens sta cercando di convincere un groenlandese di nome Pavia  a diventare un pescatore della compagnia, nonostante il timore di Pavia di alienare i suoi compaesani e turbare lo spirito, Qivitoq.
Dopo che Eva aiuta Jens a curare un ragazzo che è stato attaccato dai cani, Jens si apre con lei e capisce di amarla. Prima che possa dirglielo, scopre che Pavia nella sua nuova barca è in pericolo. Jens e la fidanzata di Pavia, Naja, viaggiano via terra per salvarlo, ma Jens cade in una crepa ghiacciata e viene salvato da Pavia. In questo modo, Pavia torna a essere accolto come un eroe nel villaggio. Jens torna di corsa solo per scoprire che è troppo tardi, che la barca che Eva stava aspettando è già salpata. Abbattuto, Jens torna a casa e scopre che Eva è lì ad aspettarlo.